# Marceli Prawica
Marceli Kazimierz Prawica (ur. 6 września 1939 w Warszawie, zm. 17 września 2017 w Końskich) – polski duchowny rzymskokatolicki, misjonarz.

## Życiorys
Syn Stanisława i Anny, z domu Godziszewska. W 1963 przyjął święcenia kapłańskie z rąk bp. Jana Kantego Lorka w Sandomierzu. Pełnił posługę w parafiach w Szewnej, Końskich oraz Skarżysku-Kamiennej. Od 1972 przebywał na misji w dolinie Chingombe, w Zambii. W 2008 roku otrzymał nominację na Prałata Honorowego Jego Świątobliwości. Do Polski powrócił w styczniu 2017. Zmarł 17 września 2017, krótko przed planowaną uroczystością na której planowano wręczenie mu tytułu Honorowego Obywatela Miasta Końskie. W momencie poprzedzającym śmierć ks. Marceli Prawica był najstarszym misjonarzem diecezji radomskiej. W Wyższym Seminarium Duchownym w Radomiu znajduje się aula misyjna im. ks. Marcelego Prawicy.
Ks. prał. Marceli Prawica został pochowany na cmentarzu w Końskich, 22 września 2017 roku.